# Sendtnera
Sendtnera (abreviado Sendtnera) es una revista con ilustraciones y descripciones botánicas que es editada por la Universidad de Múnich desde el año 1993 con el nombre de Sendtnera: Mitteilungen der Botanischen Staatssammlung und des Instituts fur Systematische Botanik der Universitat Munchen.